# Encarsiella magniclava
Encarsiella magniclava är en stekelart som först beskrevs av Girault 1915.  Encarsiella magniclava ingår i släktet Encarsiella och familjen växtlussteklar. Inga underarter finns listade i Catalogue of Life.